# Aganippe (Naiade)
Aganippe (in greco antico: Ἀγανίππη?, Aganíppē) è un personaggio della mitologia greca, una ninfa Naiade Crenea. La sorgente si trova in Beozia nei pressi di Tespie, una polis alle pendici del monte Elicona nell'antica Aonia, un luogo sacro alle Muse, che a loro volta erano definite Aganippidi.

## Mitologia
Aganippe è figlia del dio delle sorgenti Permesso (chiamato Termesso da Pausania) mentre Ovidio associa Aganippe con Ippocrene.
L'origine della sorgente è attribuita ad un solco nella terra fatto dallo zoccolo di Pegaso.
Si narra che tale fonte avesse il potere di mutare in poeti estrosi coloro i quali vi si fossero abbeverati.